# انجمن هسته‌ای ایالات متحده آمریکا
انجمن هسته‌ای آمریکا (به انگلیسی: American Nuclear Society) تأسیس ۱۹۵۴، یک سازمان نیمه دولتی و بزرگ‌ترین سازمان حرفه‌ای آمریکا در زمینه دانش مهندسی هسته‌ای است.
این انجمن در سال ۲۰۰۷ بیش از ۱۱۰۰۰ عضو داشت، و مرکز آن در ایلینوی است.